# Zalophus japonicus
Zalophus japonicus is een uitgestorven zoogdier uit de familie van de oorrobben (Otariidae). De wetenschappelijke naam van de soort werd voor het eerst geldig gepubliceerd door Peters in 1866.

## Voorkomen
De soort kwam voor in de Japanse Zee.